# Gemeinsamer Bundesausschuss
Der Gemeinsame Bundesausschuss (G-BA) ist das höchste Gremium der Selbstverwaltung im Gesundheitswesen Deutschlands.
Er ist durch den Gesetzgeber beauftragt, in der gesetzlichen Krankenversicherung über die Leistungsansprüche von rund 74 Millionen Versicherten rechtsverbindlich zu entscheiden (§ 91 Abs. 6 SGB V). Sitz der Organisation ist Berlin-Charlottenburg.

## Rechtsgrundlage; Entwicklung

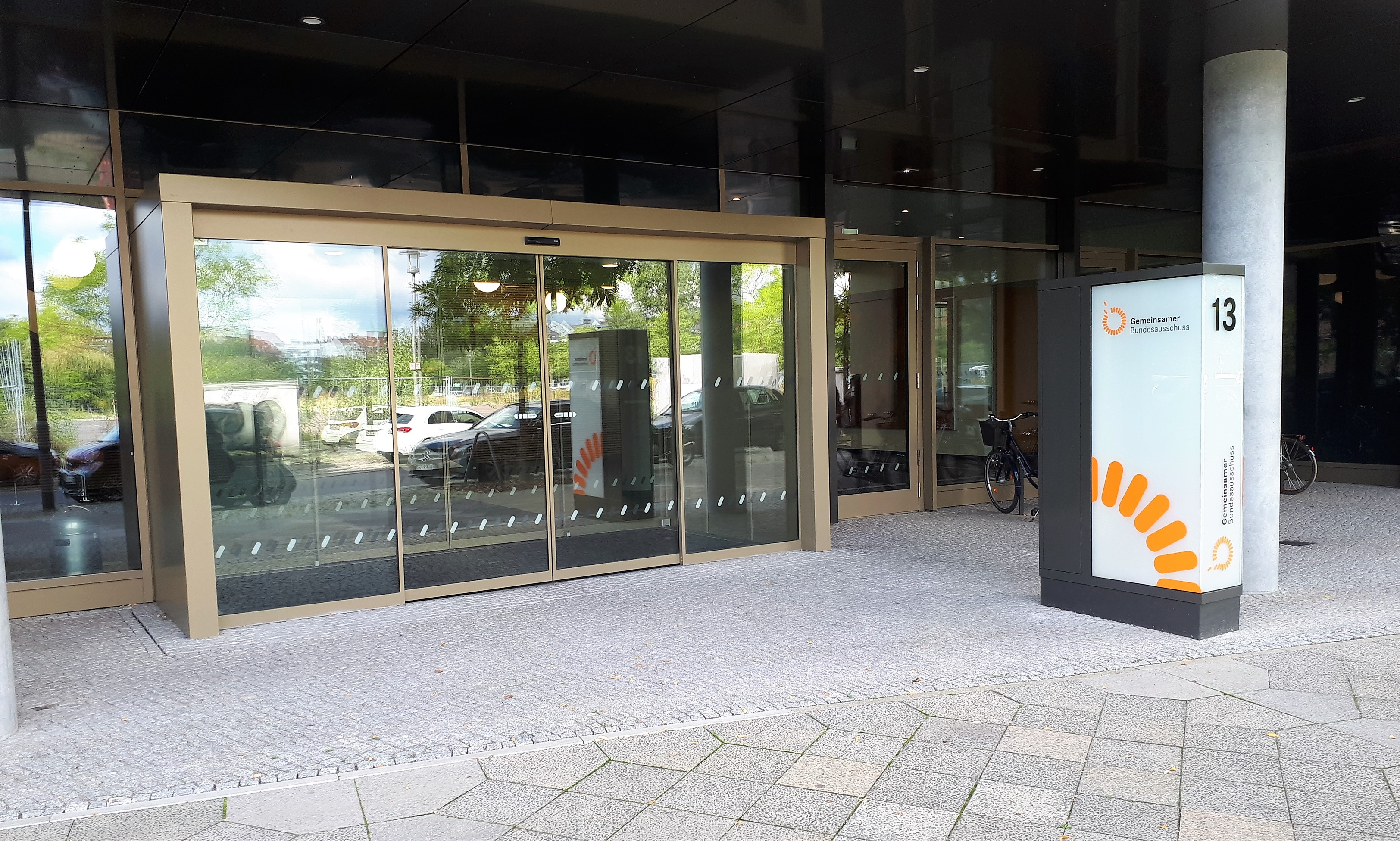
Gemeinsamer Bundesausschuss Berlin-Charlottenburg Gutenbergstraße 13

Die Rechtsgrundlage für den Gemeinsamen Bundesausschuss bildet der § 91 des Fünften Buches Sozialgesetzbuch (SGB V), eingeführt durch das zum 1. Januar 2004 in Kraft getretene Gesetz zur Modernisierung der gesetzlichen Krankenversicherung (GMG). Vorgängereinrichtung war insbesondere der mit dem Gesetz über Kassenarztrecht von 1955 errichtete Bundesausschuss der Ärzte und Krankenkassen, der seinerseits an den 1923 errichteten Reichsausschuss der Ärzte und Krankenkassen anknüpfte. Nach diesem Muster waren in den Folgejahren auch ein Bundesausschuss der Zahnärzte und Krankenkassen, ein Ausschuss Krankenhaus und ein Koordinierungsausschuss errichtet worden. Diese Ausschüsse wurden in den Gemeinsamen Bundesausschuss überführt.
Das SGB V schreibt vor, dass Leistungen der Gesetzlichen Krankenversicherung (GKV) „ausreichend, zweckmäßig und wirtschaftlich“ sein müssen. Nach § 12 SGB V dürfen sie „das Maß des Notwendigen nicht überschreiten“ (Wirtschaftlichkeitsgebot). Leistungen, die nicht notwendig oder unwirtschaftlich sind, können Versicherte nicht beanspruchen, dürfen die Leistungserbringer nicht bewirken und die Krankenkassen nicht bewilligen. Zudem verlangt das Gesetz, dass der diagnostische oder therapeutische Nutzen, die medizinische Notwendigkeit und die Wirtschaftlichkeit von Leistungen nachgewiesen sein müssen, bevor sie Bestandteil des GKV-Leistungskataloges werden können.
Der G-BA erfüllt seine durch den Gesetzgeber übertragenen Aufgaben im Wesentlichen dadurch, dass er Richtlinien beschließt oder bereits bestehende aktualisiert, beispielsweise die Hilfsmittel-Richtlinie, die Heilmittel-Richtlinie oder die Arzneimittel-Richtlinie. Diese Richtlinien stehen in der Rangfolge zwar unterhalb von Gesetzen (untergesetzlicher Normencharakter), sind aber dennoch für alle gesetzlich Krankenversicherten und Akteure in der GKV rechtlich bindend. Sie gelten für die ambulante Behandlung bei niedergelassenen Ärzten, Zahnärzten, Therapeuten und Psychotherapeuten sowie bei Behandlungen in Krankenhäusern und Kliniken.
Seinen gesetzlichen Auftrag und damit seine rechtliche Legitimation erhält der G-BA durch den Bundestag und den Bundesrat in Deutschland. Der G-BA ist eine eigenständige juristische Person des öffentlichen Rechts und steht unter der Rechtsaufsicht des Bundesministeriums für Gesundheit (BMG).
Der G-BA ist keine nachgeordnete Behörde, sondern ein Organ der mittelbaren Staatsverwaltung, dem durch Delegation in den vergangenen Jahren immer mehr hoheitliche, staatliche Aufgaben übertragen wurden. Die Entscheidungen des G-BA müssen dem BMG zur Prüfung vorgelegt werden. Die Überprüfung des Ministeriums ist allerdings auf das rechtlich korrekte Zustandekommen der Beschlüsse beschränkt. Eine fachlich-inhaltliche Überprüfung durch das Ministerium ist laut Gesetz nicht vorgesehen. Über Reichweite und Grenzen der Möglichkeiten des Ministeriums, über die rechtliche Prüfung auch inhaltlichen Einfluss zu nehmen, ist wiederholt, auch vor Gericht, gestritten worden.
Das Bundesministerium für Gesundheit hat im Dezember 2016 drei unabhängig voneinander zu erstellende Rechtsgutachten zur Frage der verfassungsrechtlichen Legitimation des G-BA zum Erlass von Richtlinien und anderen normativen Entscheidungen in Auftrag gegeben. Hintergrund der Beauftragung waren die in der Rechtsprechung des Bundesverfassungsgerichts enthaltenen Hinweise, die Anlass zu einer umfassenden rechtswissenschaftlichen Analyse der verschiedenen gesetzlichen Grundlagen zu den Regelungsaufträgen des G-BA gegeben haben. Das BMG hat als Gutachter Ulrich M. Gassner (Universität Augsburg), Thorsten Kingreen (Universität Regensburg) und Winfried Kluth (Universität Halle-Wittenberg) beauftragt. Die erstellten Gutachten spiegeln die Bandbreite der in der Rechtswissenschaft vertretenen Positionen hinsichtlich der verfassungsrechtlichen Legitimation des G-BA wider und sind auf der WebSite des BMG abrufbar.

## Aufgaben und Arbeitsweise
Mit der Errichtung ergab sich eine Bündelung der bisher fünf nebeneinander tätigen folgenden Ausschüsse:
- Bundesausschuss der Ärzte und Krankenkassen
- Bundesausschuss der Zahnärzte und Krankenkassen
- Bundesausschuss für Fragen der Psychotherapie
- Koordinierungsausschuss
- Ausschuss Krankenhaus

Er trifft vielfältige Entscheidungen zu Fragen der gesundheitlichen Versorgung im Rahmen der gesetzlichen Krankenversicherung. Daneben ist er mit Qualitätssicherung und Qualitätsmanagementaufgaben betraut. Der Ausschuss wird vom Institut für Qualität und Wirtschaftlichkeit im Gesundheitswesen durch Gutachten unterstützt; ebenso durch das Institut für Qualitätssicherung und Transparenz im Gesundheitswesen. Die Arbeitsweise des Gemeinsamen Bundesausschusses ist in einer  Geschäfts- und einer  Verfahrensordnung hinterlegt, die er selbst beschließt, aber die Zustimmung bzw. Nichtbeanstandung des Bundesministeriums für Gesundheit benötigt.
Insbesondere verfügt er über eine generelle Kompetenz zum Ausschluss oder zur Einschränkung von Leistungen, wenn nach dem allgemeinen Stand der medizinischen Erkenntnisse der diagnostische oder therapeutische Nutzen, die medizinische Notwendigkeit oder die Wirtschaftlichkeit nicht nachgewiesen sind. Weitere wesentliche Aufgaben sind unter anderem der Beschluss von Richtlinien, die für Vertragsärzte, Krankenhäuser, Versicherte und Krankenkassen die einzelnen Leistungen konkretisieren, zum Beispiel in den Bereichen ärztliche und zahnärztliche Behandlung, Früherkennung, Bedarfsplanung, häusliche Krankenpflege und Arzneimittel. Der Ausschuss hat schließlich über die Zulassung neuer Untersuchungs- und Behandlungsmethoden zur GKV zu entscheiden und Arzneimittelgruppen, für die Festbeträge festgesetzt werden können, zu bestimmen.
So hat der G-BA unter anderem im Bereich Disease-Management-Programme (DMP) gemäß § 137f SGB V Richtlinien für Diabetes mellitus Typ 1 und Diabetes Mellitus Typ 2, Brustkrebs und koronare Herzkrankheit sowie Empfehlungen für Asthma bronchiale und Chronisch obstruktive Lungenerkrankung verabschiedet.
Seit 2011 überprüft der G-BA für alle neu zugelassenen Arzneimittel mit neuen Wirkstoffen sofort nach Markteintritt den (Zusatz-)Nutzen und bewertet ihn (§ 35a SGB V). Den Auftrag zur Nutzenbewertung erhielt der G-BA über das Gesetz zur Neuordnung des Arzneimittelmarktes (AMNOG). Das Ergebnis der Zusatznutzenbewertung bildet die Grundlage für die anschließenden Verhandlungen zwischen dem GKV-Spitzenverband und dem pharmazeutischen Unternehmer über den Preis des neuen Arzneimittels. In den ersten zwölf Monaten nach Markteintritt eines Arzneimittels gilt der vom Hersteller festgelegte Preis.
In der Regel tagt der G-BA alle zwei Wochen öffentlich und trifft dabei Entscheidungen für die gesetzliche Krankenversicherung. Diese Sitzungen des sogenannten Plenums sind seit Januar 2020 in der Mediathek abrufbar. Der G-BA setzt zur Vorbereitung seiner Entscheidungen Unterausschüsse ein. Gegenwärtig (Januar 2023) bestehen die neun Unterausschüsse Arzneimittel, Qualitätssicherung, Disease-Management-Programme, Ambulante spezialfachärztliche Versorgung, Methodenbewertung, Veranlasste Leistungen, Bedarfsplanung, Psychotherapie und psychiatrische Versorgung, Zahnärztliche Behandlung sowie Post-Covid und Erkrankungen mit ähnlicher Symptomatik.  Im Gegensatz zum Plenum tagen die Unterausschüsse ausschließlich in nicht öffentlichen Sitzungen. Sie bestehen aus einem unparteiischen Vorsitzenden (einer der drei unparteiischen Mitglieder des Plenums), sechs Vertretern der Kostenträger und sechs Vertretern der Leistungserbringer. Der Gemeinsame Bundesausschuss veröffentlicht die Namen der unparteiischen Vorsitzenden, nicht aber die Namen der übrigen Mitglieder der Unterausschüsse. Patientenvertreter nehmen mitberatend an den Sitzungen teil. Die Unterausschüsse leiten die Ergebnisse ihrer Beratungen als Beschlussempfehlung ans Plenum weiter.
Am 1. Juli 2024 begann die fünfte sechsjährige Amtsperiode des G-BA und damit auch die Amtszeit der drei hauptamtlichen unparteiischen Mitglieder sowie ihrer ehrenamtlichen Stellvertreterinnen und Stellvertreter.

## Zusammensetzung
Der Ausschuss hat 13 stimmberechtigte Mitglieder. Die Amtszeit der Plenumsmitglieder beträgt sechs Jahre.
Er besteht aus fünf Vertretern der Kostenträger (entsandt durch den Spitzenverband Bund der Krankenkassen (GKV-Spitzenverband)) und aus fünf Vertretern der Leistungserbringer. Diese Leistungserbringer werden vertreten durch zwei benannte Mitglieder der Deutschen Krankenhausgesellschaft (DKG), zwei benannte Mitglieder der Kassenärztlichen Bundesvereinigung (KBV) und ein benanntes Mitglied der Kassenzahnärztlichen Bundesvereinigung (KZBV). Vertreter des GKV-Spitzenverbandes sind derzeit (April 2025) Doris Pfeiffer, Stefanie Stoff-Ahnis (bis 2019 Johann-Magnus von Stackelberg), Martin Krasney (bis 2024 Gernot Kiefer), Elke Schöne-Plaumann und Torsten Wendt. Die fünf Vertreter der Leistungserbringer sind Andreas Gassen (KBV), Stephan Hofmeister (KBV), Gerald Gaß (DKG), Ingo Morell (DKG) und Wolfgang Eßer (KZBV).
Ferner gibt es drei sogenannte "unparteiische Mitglieder", von denen einer Vorsitzender des Ausschusses ist. Unparteiischer Vorsitzender ist derzeit (Juni 2024) und auch in der fünften Amtsperiode ab 1. Juli 2024 Josef Hecken (sein erster Stellvertreter ist Friedhelm Hase, sein zweiter Stellvertreter ist Rolf-Ulrich Schlenker). Weitere unparteiische Mitglieder sind Karin Maag (bis Februar 2021 Elisabeth Pott) und seit dem 1. Juli 2024 Bernhard van Treeck (bis Juni 2024 Monika Lelgemann). Über die drei unparteiischen Mitglieder müssen sich die oben genannten Vertreter der Kostenträger und Leistungserbringer einigen, andernfalls werden sie vom Bundesministerium für Gesundheit (BMG) ernannt. Von der Gründung des Gemeinsamen Bundesausschusses 2004 bis 2012 war Rainer Hess unparteiischer Vorsitzender.
Bis zu fünf allgemeine Patientenvertreter sowie zusätzlich fünf themenbezogene Patientenvertreter nehmen an Plenums- und Ausschusssitzungen beratend teil, haben ein Antragsrecht und das Recht, vor Abstimmungen ihr Votum einzubringen, sind jedoch nicht stimmberechtigt. Sie werden auf Grundlage des § 140f SGB V einvernehmlich benannt von den gemäß § 2 der Patientenbeteiligungsverordnung (PatBeteiligungsV) hiefür qualifizierten Verbänden:
- Deutscher Behindertenrat
- Bundesarbeitsgemeinschaft der PatientInnenstellen und -Initiativen
- Deutsche Arbeitsgemeinschaft Selbsthilfegruppen e. V.
- Verbraucherzentrale Bundesverband e. V.

## Rezeption
Dem G-BA wurde vorgeworfen, er sei ein Instrument von Krankenkassen und Politik zur Rationierung im Gesundheitswesen zu Lasten der Patienten. Der G-BA wird oft als „kleiner Gesetzgeber“ oder als das „Zentralkomitee des Gesundheitswesens“ bezeichnet.
Patientenvertreter der Deutschen Aidshilfe, die 2010 an den Verhandlungen des G-BA zur Überführung der heroingestützten Behandlung in die Regelversorgung teilnahmen, berichteten von einem „rüden Umgangston – flankiert von persönlichen Angriffen“. Aus ihrer Sicht schien es den Ausschussmitgliedern vorrangig darum zu gehen, ihre ideologisch motivierte Ablehnung dieser Behandlung, die schon in Anhörungen durch den Bundestag deutlich geworden war, durch übertriebene Anforderungen durchzusetzen.
Die für die Interessen Schwerstkranker und Sterbender eintretende Deutsche Stiftung Patientenschutz bemühte sich zwischen 2014 und 2018 erfolglos um die Aufnahme von eigenen Vertretern in den gemeinsamen Bundesausschuss. Eine gegen die Ablehnung des Aufnahmeantrages erhobene Klage lehnte das Sozialgericht Düsseldorf mit Urteil vom 12. Juni 2018 rechtskräftig ab. Das Sozialgericht Düsseldorf ging dabei davon aus, dass die Stiftung als ebensolche über keinen ausreichenden Mitgliederkreis verfüge, ein ausreichender Mitgliederkreis aber nach § 1 Nr. 3 PatBeteiligungsV Aufnahmekriterium sei.
Ärzteverbände und Krankenkassen forderten mehr Transparenz bei den Entscheidungen des G-BA ein. Das Gremium, welches die gesetzlichen Kassenleistungen bestimmt, tagt nur teilweise öffentlich und es sei mitunter nicht nachzuvollziehen, wer sich hinter den Entscheidungen verbirgt. Aus „demokratischer Sicht ist das schwierig“, sagte der Berliner Politikberater Albrecht Kloepfer diesbezüglich gegenüber der Zeitung Die Welt.
Im Januar 2019 wurden Planungen des Bundesgesundheitsministers Jens Spahn bekannt, der mittels eines neuen „Terminservice- und Versorgungsgesetzes“ künftig das Ministerium ermächtigen möchte, ohne Beteiligung des G-BA zu entscheiden, welche Untersuchungs- und Behandlungsmethoden von den Krankenkassen übernommen werden müssen.
Die Entscheidung des G-BA, die telefonische Krankschreibung von Patienten mit Atemwegserkrankungen während der COVID-19-Pandemie in Deutschland nicht über den 19. April 2020 hinaus zu verlängern, wurde von Medizinern, Gewerkschaften und Verbraucherschützern massiv kritisiert. Ärzte sprachen von „seuchenhygienischem Unsinn“, der die „bisherigen Erfolge in der Bekämpfung der Pandemie gefährde“. Die Ausnahmeregelung wurde daraufhin bis 4. Mai 2020 verlängert.
Organisierte angestellte Pflegende fordern eine Beteiligung und Stimmrecht der Pflege am G-BA, so der Walk of Care. Die Gewerkschaft ver.di bringt Positionen der Pflegeberufe in den Ausschuss ein.

## Kritik an der Bezeichnung
Der Name Gemeinsamer Bundesausschuss lässt in keiner Weise erkennen, auf welchem Gebiet das Gremium tätig ist. Dies hat der Medizinjournalist Eckart Roloff in der Fachzeitschrift Dr. med. Mabuse (39. Jahrgang Nr. 208 vom März/April 2014, S. 7) kritisch angemerkt. Auch ergibt sich die Abkürzung G-BA mit dem Bindestrich nicht aus diesem Namen.